# Strephonota azurinus
Espèce
Strephonota azurinus est une espèce de lépidoptères (papillons) de la famille des Lycaenidae, de la sous-famille des Theclinae et du genre Strephonota.

## Dénomination
Strephonota azurinus a été décrit par Arthur Gardiner Butler et Herbert Druce en 1872 sous le nom de Bithys azurinus.
Synonyme : Thecla azurinus ; Godman & Salvin, [1887].

### Nom vernaculaire
Strephonota azurinus se nomme Azurinus Hairstreak en anglais.

## Description
Strephonota azurinus est un petit papillon avec deux fines queues, une longue et une courte à chaque aile postérieure.
Le dessus est bleu avec l'apex et le bord costal des ailes antérieures noir et une tache ovale orange à la moitié du bord costal.
Le revers est gris orné d'une ligne postdiscale blanche, avec aux ailes antérieures une tache ovale et aux ailes postérieures deux petits ocelles rouge pâle peu visibles dont un en position anale.

## Écologie et distribution
Strephonota azurinus est présent au Costa Rica et à Panama,.

### Protection
Pas de statut de protection particulier.